# Glenroy (Victoria)
Ne doit pas être confondu avec Glenroy (Nouvelle-Galles du Sud).
Glenroy est une ville-banlieue australienne, située dans la zone d'administration locale de Moreland dans l'État du Victoria.

## Démographie
La population s'élevait à 22 245 habitants en 2016.